# Michaël Dudok de Wit
Michaël Dudok de Wit (Abcoude, Utrecht, 15 de julho de 1953) é um animador, diretor e ilustrador dos Países Baixos.

## Carreira
Em 1978, graduou-se no West Surrey College of Art com seu primeiro filme The Interview (A Entrevista). Depois de trabalhar em Barcelona, estabeleceu-se em Londres, onde dirigiu e animou vários comerciais premiados para televisão e cinema. Em 1992, criou o curta-metragem Tom Sweep, seguido de The Monk and the Fish (1994), produzido na França no estúdio Folimage. Este último filme teve uma indicação para o Oscar e ganhou vários prêmios, incluindo o César para Melhor Curta-Metragem de Animação e o Cartoon d'Or.
Em 2001, de Wit ganhou o Oscar de Melhor Curta de Animação pelo filme Father and Daughter, produzido pela Cinété Filmproductie.
De Wit também escreve e ilustra livros infantis e ensina animação e arte em escolas da Grã-Bretanha e em outros países.
De Wit possui uma empresa de animação, a Dudok de Wit Animation , com sede em Londres.

## Filmografia
- Tom Sweep (1992)
- O Monge e o Peixe (1994)
- Pai e Filha (2000)
- The Aroma of Tea (2006)